# OH!ワンダーランド
『OH!ワンダーランド』（オー ワンダーランド）は、1983年10月17日から1984年2月27日までテレビ朝日系列局で放送されていたテレビ朝日製作のドキュメンタリー番組である。放送時間は毎週月曜 20:00 - 20:54 （日本標準時）。
動植物の生態や天変地異といった自然界の営みをありのままに紹介していた番組。毎回1人の芸能人リポーターが海外へ飛び立ち、5つの場所をリポートしていた。
この番組は、1983年11月28日放送分までは『ドキュバラBEST5 OH!ワンダーランド』（ドキュバラベストファイブ - ）と題して放送されていたが、その翌週からは略称が正式名称になった。また、司会も当初は尾崎正直とジュン・マリーが務めていたが、視聴率が低く裏番組に勝てないため、テコ入れを施し、さらにタイトルを改題。司会も古今亭志ん朝に変更され、尾崎とジュンがレギュラーに降格する等の配置転換等を行うも、やはり芳しくなく、打ち切りとなった。